# 清水昇 (野球)
清水 昇（しみず のぼる、1996年10月15日 - ）は、東京都足立区出身のプロ野球選手（投手）。右投左打。東京ヤクルトスワローズ所属。
日本プロ野球におけるシーズン最多ホールド記録保持者（50ホールド）。

## 経歴

### プロ入り前
足立区立江北小学校では少年野球のジュニアヤンガースに所属する。駿台学園中学校では軟式野球部に所属し、3年夏の第33回全国中学校軟式野球大会ベスト8。
帝京高等学校では1年秋からエースとなる。3年夏の東東京都大会では準々決勝で第86回選抜高等学校野球大会に出場した伊藤優輔擁する小山台高校に勝利。続く準決勝で一学年下のオコエ瑠偉ら擁する関東第一高校にも勝利し、決勝に進んだが大江竜聖ら擁する二松学舎大附高に敗れた。野球部には1学年先輩に石川亮、同学年に田島洸成、2学年後輩に郡拓也がいる。
國學院大學では1年からリーグ戦に出場し、2年春からエースとなる。東都大学リーグでの通算成績は、43試合登板、13勝7敗、202三振、防御率2.83。1学年下に横山楓、2学年下に小川龍成がいる。
2018年10月25日に行われたドラフト会議では東京ヤクルトスワローズから1位指名され、11月18日に仮契約を結び、背番号は17に決定した。

### ヤクルト時代
2019年は、シーズン中盤に一軍昇格を果たすも、11試合で0勝3敗、防御率7.27と結果を残せなかった。二軍でも17試合に登板して5勝9敗、防御率4.48と即戦力の働きが期待されながら物足りない1年目となった。10月のみやざきフェニックス・リーグでは開幕投手を務めた。
2020年は、オープン戦で4登板、防御率2.84を記録し、開幕を一軍で迎える。シーズンに入っても好調を維持し、主にセットアッパーとしてチームを支える働きを見せた。結果的にリーグトップの30ホールド、祖父江大輔、福敬登（いずれも中日ドラゴンズ）と並ぶトップタイの30ホールドポイントという成績で最優秀中継ぎ投手のタイトルを獲得した。プロで未勝利の投手ならびに「ホールド」のみでタイトルを獲得するのは清水が初である。
2021年は、前年同様にセットアッパーとして登板を続け、7月1日の阪神タイガース戦でプロ初勝利を記録。9月21日の横浜DeNAベイスターズ戦では近藤一樹の球団記録を更新する36ホールドを挙げた。最終的にリーグ最高となる72試合に登板、3勝6敗1セーブ50ホールドを記録した。このうちホールド数については、浅尾拓也（元中日）が持つシーズンホールド数（47H、2010年）の日本記録を11年ぶりに更新した。そして、シーズン途中からストッパーに転向したスコット・マクガフと共に一度も離脱せずに勝利の方程式を担い、6年ぶりのリーグ優勝、20年ぶりの日本一に大きく貢献した。オフに、5200万円増となる推定年俸8800万円で契約を更改した。
2022年は、ここ2年の被本塁打の多さ及び右打者への投球の改善を目標にシーズンに臨んだ。開幕直後はなかなか状態が上がらず、4月の中日戦で石川昂弥に決勝本塁打を打たれ敗戦投手になるなど、内容も安定しなかった。さらに、4月17日のDeNA戦で打球を受けた影響で後日登録抹消になり一時離脱した。しかし、戦列復帰後は投球内容が安定し、7月に新型コロナウイルス感染により離脱した後も復帰してから調子を崩すことなく前年同様8回を担った。離脱の影響もあり登板数、ホールドポイント共に大きく減少しタイトル獲得はならなかった一方、課題となっていた被本塁打は石川に喫して以降1本も許さず前年より大きく減少、右打者に対する被打率も大きく下がり、防御率は1点代前半を記録。キャリアハイの投球内容を披露し、リーグ連覇に大きく貢献した。12月9日、1200万円増となる推定年俸1億円で契約を更改した。
2023年も、セットアッパーとしてチームを支え、6月10日の埼玉西武ライオンズ戦（ベルーナドーム）で1点差でリードした8回に登板し無失点で抑え、通算128ホールドを記録し球団最多記録を更新した。7月には2年ぶりにオールスターゲームに出場。チームトップタイの58試合に登板し、38ホールドを記録したが、防御率2.98と前年より安定感を欠き8敗を喫した。11月7日、翌シーズンからヤクルトの選手会長を務めることが決まった。12月12日、3000万円増となる推定年俸1億3000万円で契約を更改した。
2024年、17試合の登板にとどまり、0勝3敗、防御率7.27を記録。12月3日、4000万円減となる推定年俸9000万円で契約を更改した。

## 選手としての特徴・人物
- 直球の最速は151km/h。変化球はスライダー、フォーク、ツーシームを投げる[27]。スライダーの握りや投げ方は松坂大輔に教えてもらった[28]。2023年までは、投球においてストレートとフォークの割合が約9割を占めていた[29]。そこで、投球に幅を持たせるべく、2024年のシーズン開幕前に、新たな球種であるカットボールを習得した[30]。
- 愛称は「シミノボ｣[31]。

## 詳細情報

### 年度別投手成績
| 年 度     | 球 団     | 登 板 | 先 発 | 完 投 | 完 封 | 無 四 球 | 勝 利 | 敗 戦 | セ 丨 ブ | ホ 丨 ル ド | 勝 率 | 打 者 | 投 球 回 | 被 安 打 | 被 本 塁 打 | 与 四 球 | 敬 遠 | 与 死 球 | 奪 三 振 | 暴 投 | ボ 丨 ク | 失 点 | 自 責 点 | 防 御 率 | W H I P |
| --------- | --------- | ----- | ----- | ----- | ----- | -------- | ----- | ----- | -------- | ----------- | ----- | ----- | -------- | -------- | ----------- | -------- | ----- | -------- | -------- | ----- | -------- | ----- | -------- | -------- | ------- |
| 2019      | ヤクルト  | 11    | 3     | 0     | 0     | 0        | 0     | 3     | 0        | 0           | .000  | 124   | 26.0     | 33       | 7           | 13       | 0     | 0        | 24       | 0     | 0        | 25    | 21       | 7.27     | 1.77    |
| 2020      | ヤクルト  | 52    | 0     | 0     | 0     | 0        | 0     | 4     | 0        | 30          | .000  | 221   | 53.1     | 45       | 10          | 16       | 1     | 1        | 58       | 2     | 0        | 23    | 21       | 3.54     | 1.14    |
| 2021      | ヤクルト  | 72    | 0     | 0     | 0     | 0        | 3     | 6     | 1        | 50          | .333  | 272   | 67.2     | 55       | 12          | 18       | 5     | 2        | 74       | 2     | 1        | 23    | 18       | 2.39     | 1.08    |
| 2022      | ヤクルト  | 50    | 0     | 0     | 0     | 0        | 5     | 4     | 0        | 28          | .556  | 173   | 46.2     | 23       | 1           | 14       | 3     | 1        | 43       | 0     | 0        | 6     | 6        | 1.16     | 0.79    |
| 2023      | ヤクルト  | 56    | 0     | 0     | 0     | 0        | 1     | 8     | 0        | 38          | .111  | 220   | 54.1     | 50       | 6           | 6        | 2     | 2        | 47       | 1     | 0        | 20    | 18       | 2.98     | 1.03    |
| 2024      | ヤクルト  | 17    | 0     | 0     | 0     | 0        | 0     | 3     | 2        | 2           | .000  | 81    | 17.1     | 24       | 1           | 4        | 1     | 0        | 8        | 0     | 0        | 14    | 14       | 7.27     | 1.62    |
| 通算：6年 | 通算：6年 | 258   | 3     | 0     | 0     | 0        | 9     | 28    | 3        | 148         | .243  | 1091  | 265.1    | 230      | 37          | 71       | 12    | 6        | 254      | 5     | 1        | 111   | 98       | 3.32     | 1.13    |

- 2024年度シーズン終了時
- 各年度の太字はリーグ最高、赤太字はNPBにおける歴代最高

### 年度別守備成績
| 年 度 | 球 団    | 投手  | 投手  | 投手  | 投手  | 投手  | 投手     |
| 年 度 | 球 団    | 試 合 | 刺 殺 | 補 殺 | 失 策 | 併 殺 | 守 備 率 |
| ----- | -------- | ----- | ----- | ----- | ----- | ----- | -------- |
| 2019  | ヤクルト | 11    | 1     | 4     | 0     | 0     | 1.000    |
| 2020  | ヤクルト | 52    | 2     | 12    | 0     | 1     | 1.000    |
| 2021  | ヤクルト | 72    | 3     | 11    | 0     | 0     | 1.000    |
| 2022  | ヤクルト | 50    | 0     | 7     | 0     | 1     | 1.000    |
| 2023  | ヤクルト | 56    | 2     | 8     | 1     | 0     | .909     |
| 2024  | ヤクルト | 17    | 1     | 4     | 0     | 0     | 1.000    |
| 通算  | 通算     | 258   | 9     | 46    | 1     | 2     | .982     |

- 2024年度シーズン終了時

### タイトル
- 最優秀中継ぎ投手：2回（2020年、2021年）※2年連続は最長タイ記録[注 1]

### 表彰
- セ・リーグ 連盟特別表彰：1回（リーグ特別賞：2021年）
- 東鉄工業 presents 燕の下の力持ち賞（2020年10・11月度[32]）

### 記録
初記録
投手記録
- 初登板・初先発登板：2019年6月1日、対横浜DeNAベイスターズ11回戦（横浜スタジアム）、4回5失点で敗戦投手[33]
- 初奪三振：同上、1回裏に宮﨑敏郎から空振り三振
- 初ホールド：2020年6月19日、対中日ドラゴンズ1回戦（明治神宮野球場）、6回表二死から3番手で救援登板、1/3回無失点
- 初セーブ：2021年4月23日、対中日ドラゴンズ3回戦（明治神宮野球場）、9回表に5番手で救援登板・完了、1回無失点
- 初勝利：2021年7月1日、対阪神タイガース12回戦（阪神甲子園球場）、8回裏に2番手で救援登板（プロ入り通算100試合目）、1回無失点[14]

打撃記録
- 初打席：2019年6月1日、対横浜DeNAベイスターズ11回戦（横浜スタジアム）、2回表に上茶谷大河から空振り三振

節目の記録
- 100ホールド：2022年8月31日、対読売ジャイアンツ23回戦（京セラドーム大阪）、8回裏に5番手で救援登板、1回無失点 ※史上43人目、174試合目での達成は史上最速[34]
- 150ホールド：2025年4月5日、対中日ドラゴンズ2回戦（明治神宮野球場）、7回表に2番手で救援登板、1回無失点 ※史上15人目[35]

その他の記録
- シーズン50ホールド：2021年 ※NPB記録[16]
- 初登板から初勝利まで10連敗 ※史上8人目[14][36]
- プロ初勝利までにかかった登板数：100試合 ※100試合以上かかったのは史上8人目[14]
- プロ未勝利でタイトル獲得：2020年、最優秀中継ぎ ※史上初[13]
- オールスターゲーム出場：2回（2021年、2023年）

### 背番号
- 17（2019年 - ）

### 登場曲
- 「Rising Sun」EXILE（2019年）
- 「Sandstorm (2020 EDM Remix)」Darule（2020年 - ）